# Långören, Vasa
Långören är en ö i Finland.   Den ligger i den ekonomiska regionen  Vasa  och landskapet Österbotten, i den västra delen av landet, 400 km nordväst om huvudstaden Helsingfors.
Långören sitter delvis ihop med Äspskäret i söder. Sundet mellan öarna har torkat ut och bildat en glosjö. Även sundet mot Långörs grund i norr är uppgrundat, men genombryts av en muddrad ränna. Förutom Äspskäret i söder och Långörs grund i norr ligger Granskär, Vasa i nordöst och Hingsmasören i sydväst. I öster ligger Äspskärsfjärden.